# Serrita
Serrita este un oraș în Pernambuco (PE), Brazilia.